# Húd
Húd a Koránban szereplő próféta. A Korán tizenegyedik szúrája az ő nevét viseli.
A Korán szerint Ád népét próbálta – sikertelenül – rávezetni az Egy Isten imádására. Ád törzse saját hatalmától és gazdagságától eltelve nem hallgatott rá. Büntetésképpen Allah egy „pusztító vihart” küldött Ád törzsére, és városukat, Irámot elpusztította. A pusztításból csak Húd, és pár követője menekült meg, akik még idejében elhagyták a várost.
Húd prófétával kapcsolatban két tradíció létezik.
1. Az első tradíció szerint Húd azonos a bibliai Héber alakjával.
2. A második tradíció szerint Húd nem feleltethető meg bibliai alaknak. E tradíció szerint Húd, illetve Ád törzse a mai Jemen és Omán hegyvidékén élt.

## „Oszlopos Irám”
A Korán (89.6-7) említés tesz az Oszlopos Irámról, mint Ád törzsének lakhelyéről, amelyet Allah elpusztított. A jemeni néphagyományban számos további legenda élt az elpusztult gazdag kereskedővárosról, és Az Ezeregyéjszaka meséiben is említik. A hagyományok szerint a várost Noé ükunokái alapították, és a Rub al-Háli, a világ legnagyobb homoksivatagán keresztül átmenő kereskedelem legfontosabb állomása volt. Az „elveszett város” létezését egészen a 20. század második feléig legendának tartották, azonban 1984-ben a Challenger által készített felvételek, illetve az azt követő kutatások során megtalálták a város romjait az ománi hegyekben.
Az addig virágzó város valószínűleg földrengésben semmisült meg.